# Intelsat 1R
Intelsat 1R (früher PanAmSat 1R oder PAS 1R) ist ein  Fernsehsatellit des Satellitenbetreibers Intelsat.
Der Satellit wurde am 16. November 2000 für die Firma PanAmSat an Bord einer Ariane 5-Trägerrakete vom Centre Spatial Guyanais, dem Weltraumbahnhof in Kourou/Französisch-Guayana ins All transportiert. Er bietet Kapazitäten für Telekommunikations-, Internet- und Rundfunkangebote. Als PanAmSat 1R war dieser Satellit der bis dahin größte und leistungsstärkste der PanAmSat-Flotte.
Der Satellit hat eine erwartete Lebensdauer von etwa 15 Jahren.

## Empfang
Der Satellit kann in Europa, Nord- und Südamerika, der Karibik sowie Nordafrika empfangen werden. Die Übertragung erfolgt im C- und Ku-Band.